# Xixuthrus granulipennis
Xixuthrus granulipennis là một loài bọ cánh cứng trong họ Cerambycidae.